# 穆蘭平原國家公園

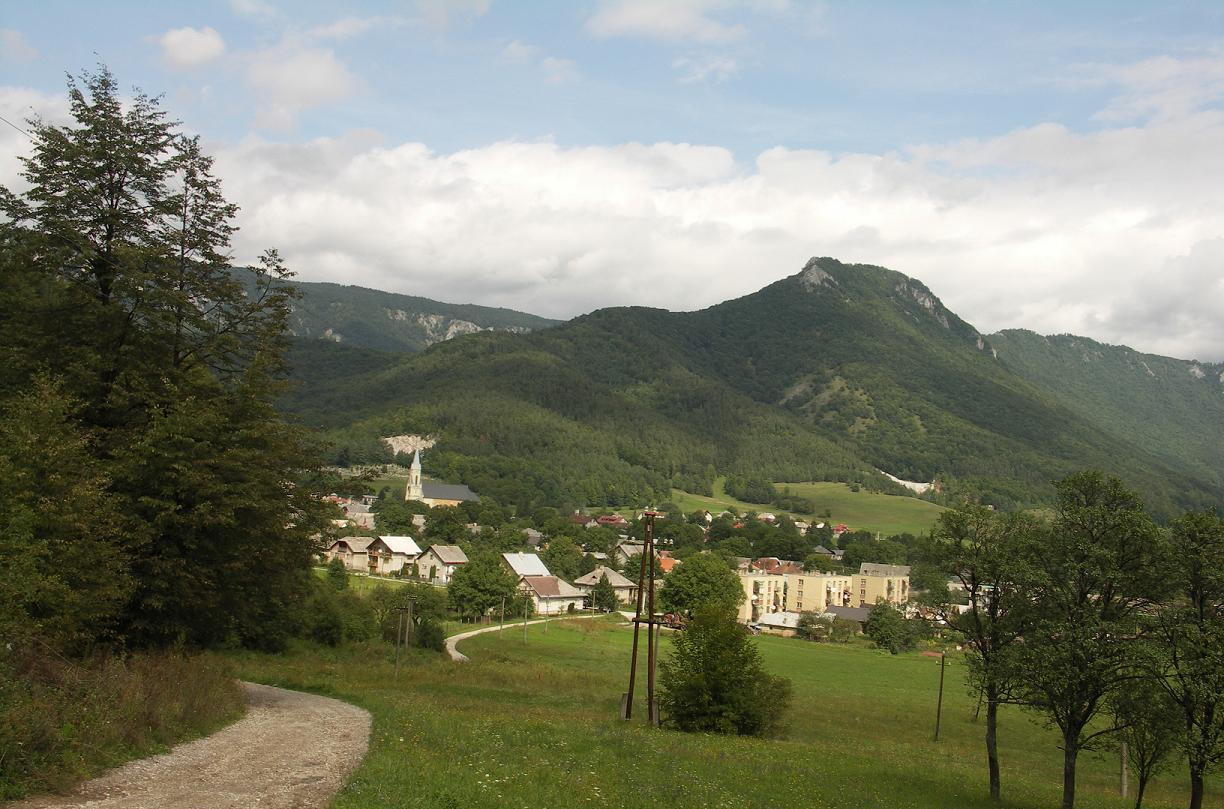

穆蘭平原國家公園是斯洛伐克的國家公園，位於該國中部，由班斯卡-比斯特里察州負責管轄，始建於1998年5月27日，面積203平方公里，最高點海拔高度1,439米。

## 外部連結
- Muránska planina National Park at Slovakia.travel